# Villamar
Villamar – miejscowość i gmina we Włoszech, w regionie Sardynia, w prowincji Sud Sardegna.
Według danych na rok 2004 gminę zamieszkuje 2960 osób, 77,9 os./km². Graniczy z Furtei, Guasila, Las Plassas, Lunamatrona, Pauli Arbarei, Sanluri, Segariu i Villanovafranca.